# Paweł Niewrzawa
Paweł Niewrzawa (* 28. September 1992 in Danzig) ist ein polnischer Handballspieler.

## Karriere
Paweł Niewrzawa begann in seiner Jugend bei SMS Danzig mit dem Handball. Später spielte er bei Nielba Wągrowiec und bei KS Kielce, bevor der 1,88 Meter große Rückraumspieler zur Saison 2012/13 zum deutschen Bundesligisten TuS N-Lübbecke wechselte. Dort wurde sein zunächst auf ein Jahr befristeter Vertrag vorzeitig um zwei Jahre bis 2015 verlängert. Nach der Saison 2013/14 wurde sein Vertrag aufgelöst und Niewrzawa wechselte zum polnischen Verein KS Górnik Zabrze. Ab 2016 stand er bei Wybrzeże Gdańsk unter Vertrag. Im November 2017 schloss sich Niewrzawa dem deutschen Verein HF Springe an.
Niewrzawa gehörte zum Kader der polnischen Juniorennationalmannschaft. Mittlerweile läuft er für die polnische Nationalmannschaft auf.